# Jerome K. Jerome Bloks
Jerome K. Jerome Bloks (originele titel: Jérôme K. Jérôme Bloche) is een Franse detective-stripreeks, die in 1982 begonnen is met de schrijvers Serge Le Tendre en Pierre Makyo en tekenaar Alain Dodier.

## Verhaal
Jerome K. Jerome Bloks is een detective met zijn eigen kantoor. Geen groot kantoor maar gewoon zijn eigen heel klein appartementskamertje. Hij rijdt steevast op zijn Solex. Hij weet bijna niets van computers en elektronica. Gelukkig helpt zijn vriendin Babs (die stewardess is) hem daar bij tijd en stond mee. Hij heeft niet veel apparatuur, maar is wel heel gedreven en probeert daarmee elke zaak tot een goed einde te brengen. Net als zijn bedenker Alain Dodier is Jerome K. Jerome Bloks afkomstig uit het noorden van Frankrijk. Hij woont en werkt in Parijs maar keert wel regelmatig terug naar zijn geboortestreek.

## Publicatiegeschiedenis
Rond 1980 creëerden Makyo en Alain Dodier het personage Pijannot voor het tijdschrift Spirou/Robbedoes, maar dat werd geweigerd. Het kortverhaal bleef onvoltooid. Dodier besliste vervolgens om de detective Pijannot wat realistischer te tekenen. Nadien schreef Makyo de eerste zes pagina's van een nieuw verhaal De dodende schaduw en bedacht een nieuwe naam voor het personage. Alain De Kuyssche, toenmalig hoofdredacteur van Spirou/Robbedoes, ging vervolgens akkoord met de publicatie van Jerome K. Jerome Bloks in 1982 in een Robbedoes Album+. Vanaf het tweede verhaal in 1983 verscheen deze stripreeks in Spirou/Robbedoes zelf. De eerste twee verhalen werden geschreven door Makyo en Le Tendre. Wegens het succes van de strip Op zoek naar de tijdvogel had Le Tendre nadien geen tijd meer voor deze stripreeks.
Sinds 1989 werkt Dodier alleen verder als tekenaar en schrijver. Door het succes van zijn andere reeksen had scenarist Makyo steeds minder tijd voor deze reeks. Dodier schreef daarom zelf het scenario voor het vierde deel, aangemoedigd door Makyo. Het scenario is gebaseerd op een jeugdherinnering. Makyo schreef nog het scenario voor het vijfde deel, maar vanaf het zesde album Zelda staat Dodier alleen in voor tekeningen en scenario's. Bij zijn tekenwerk baseert Dodier zich veelvuldig op foto's voor decors en voor houdingen van personages.

## Albums
Alle albums zijn getekend door Alain Dodier en uitgegeven door Dupuis.
| Nummer | Titel                       | Schrijver(s)                  |
| ------ | --------------------------- | ----------------------------- |
| 1      | De dodende schaduw          | Serge Le Tendre, Pierre Makyo |
| 2      | De papieren droom           | Serge Le Tendre, Pierre Makyo |
| 3      | Op leven en dood            | Pierre Makyo                  |
| 4      | De schaduw van het verleden | Alain Dodier                  |
| 5      | De regel van drie           | Pierre Makyo                  |
| 6      | Zelda                       | Alain Dodier                  |
| 7      | Vol pension                 | Alain Dodier                  |
| 8      | In de naam van de vader     | Alain Dodier                  |
| 9      | Niet thuis                  | Alain Dodier                  |
| 10     | Een baby op de vlucht       | Alain Dodier                  |
| 11     | Het hart rechts             | Alain Dodier                  |
| 12     | De schuilplaats             | Alain Dodier                  |
| 13     | Het pact                    | Alain Dodier                  |
| 14     | Een gekooid beest           | Alain Dodier                  |
| 15     | De gravin                   | Alain Dodier                  |
| 16     | De brief                    | Alain Dodier                  |
| 17     | De marionet                 | Alain Dodier                  |
| 18     | Een stukje paradijs         | Alain Dodier                  |
| 19     | Verkeerd verbonden          | Alain Dodier                  |
| 20     | Einde contract              | Alain Dodier                  |
| 21     | Vluchtmisdrijf              | Alain Dodier                  |
| 22     | Mathias                     | Alain Dodier                  |
| 23     | Post Mortem                 | Alain Dodier                  |
| 24     | De Kluizenaar               | Alain Dodier                  |
| 25     | Aïna                        | Alain Dodier                  |
| 26     | Het mes in de boom          | Alain Dodier                  |
| 27     | Namaak                      | Alain Dodier                  |
| 28     | In goede en slechte tijden  | Alain Dodier                  |
| 29     | Levenslang                  | Alain Dodier                  |

## Trivia
De naam van het hoofdpersonage waar de strip naar vernoemd is, verwijst naar de Engelse schrijver Jerome K. Jerome en de Amerikaanse schrijver Robert Bloch.